# Kästchen für heilige Öle (Floirac, Gironde)

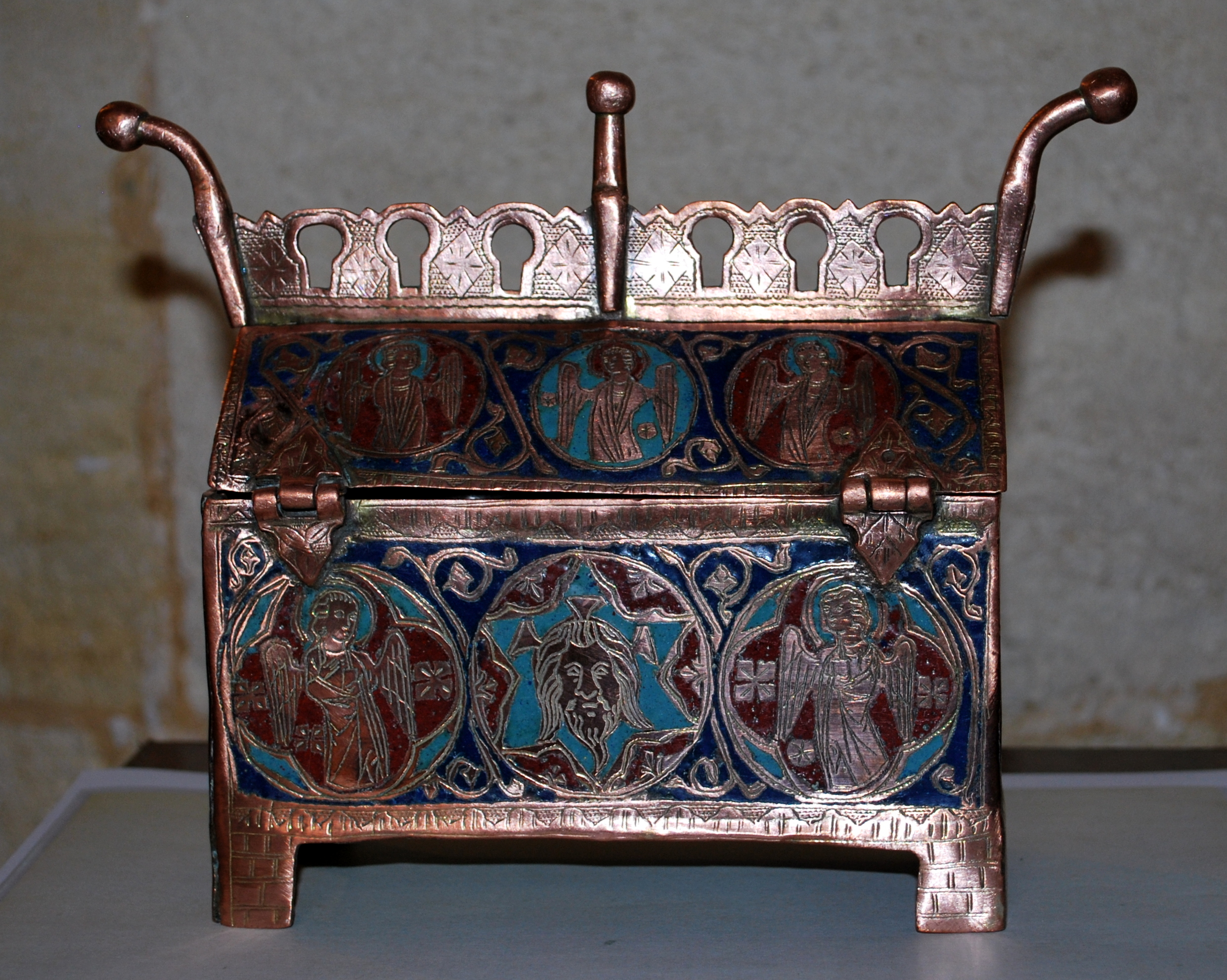
Kästchen für heilige Öle in Floirac

Das Kästchen für heilige Öle in der Kirche St-Vincent in Floirac, einer französischen Gemeinde im Département Gironde der Region Nouvelle-Aquitaine, wurde im 13. Jahrhundert geschaffen. Im Jahr 1903 wurde das Kästchen für Heilige Öle als Monument historique in die Liste der denkmalgeschützten Objekte (Base Palissy) in Frankreich aufgenommen.
Das 18 cm hohe und 16,5 cm breite Kästchen wurde aus vergoldetem Kupfer in einer unbekannten Werkstatt gefertigt. Es ist nahezu vollständig emailliert in den Farbtönen Blau und Rot. Auf allen vier Seiten und auf dem aufklappbaren Deckel sind Engel dargestellt.

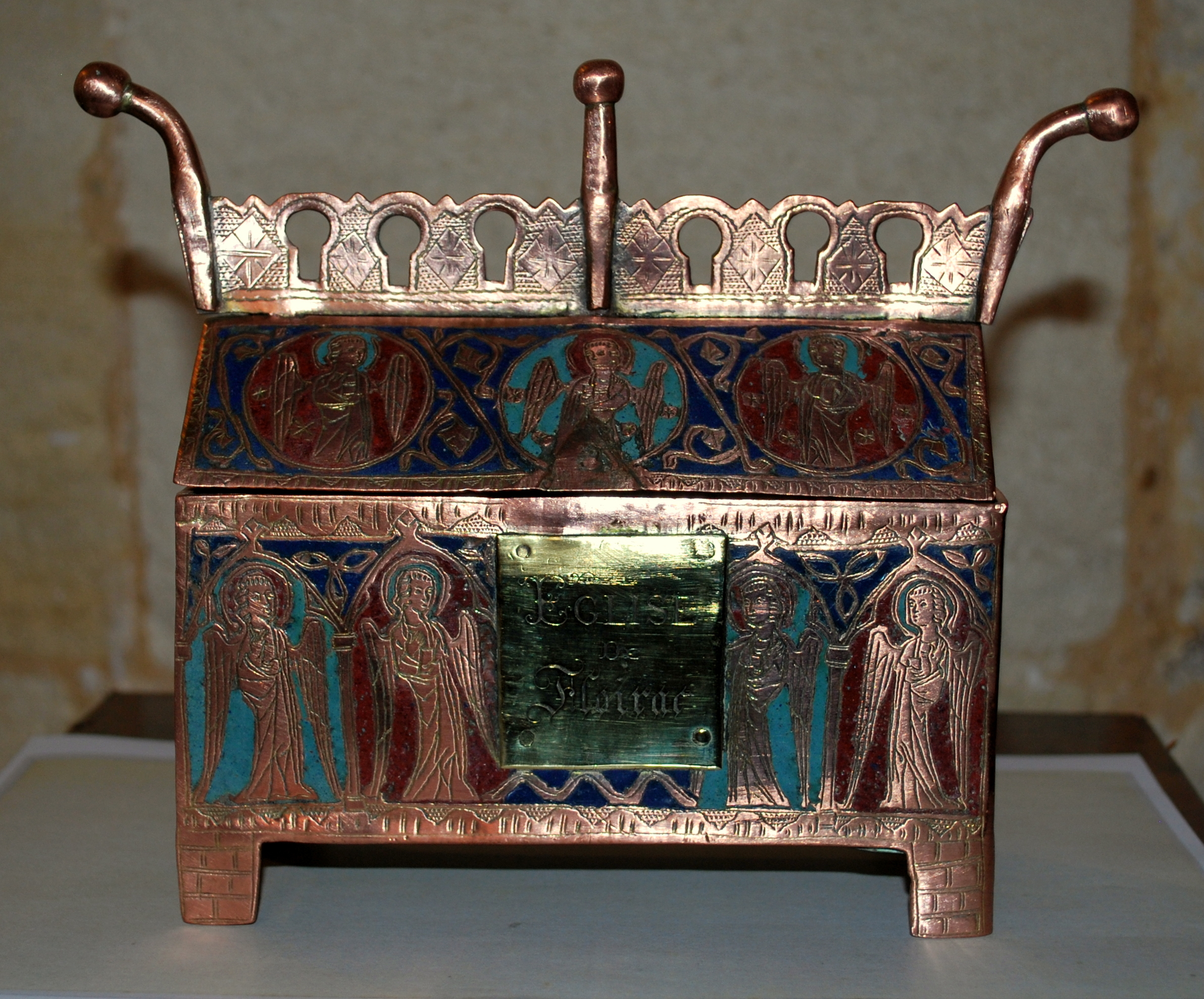
Rückseite
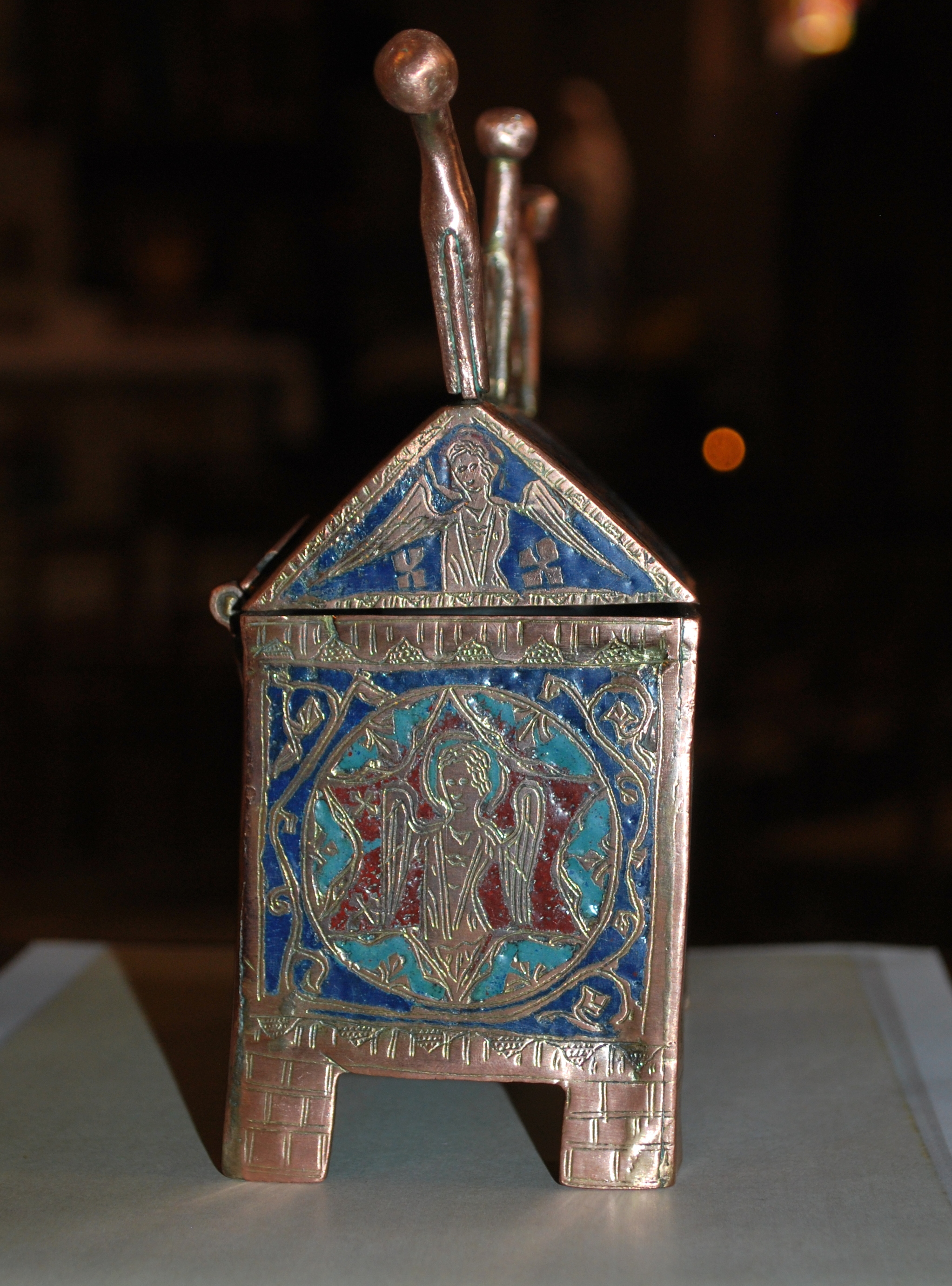
Seitenansicht
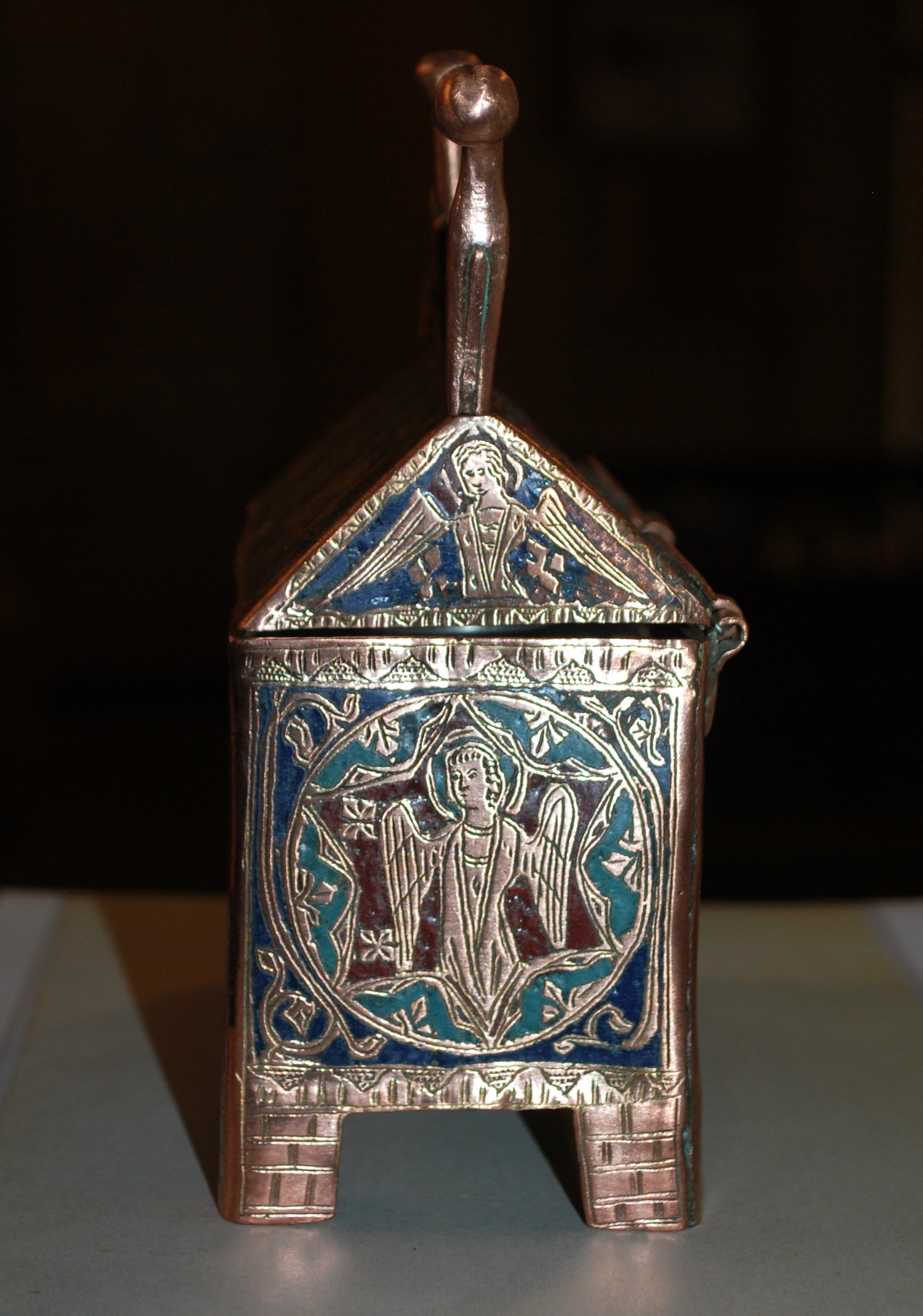
Seitenansicht
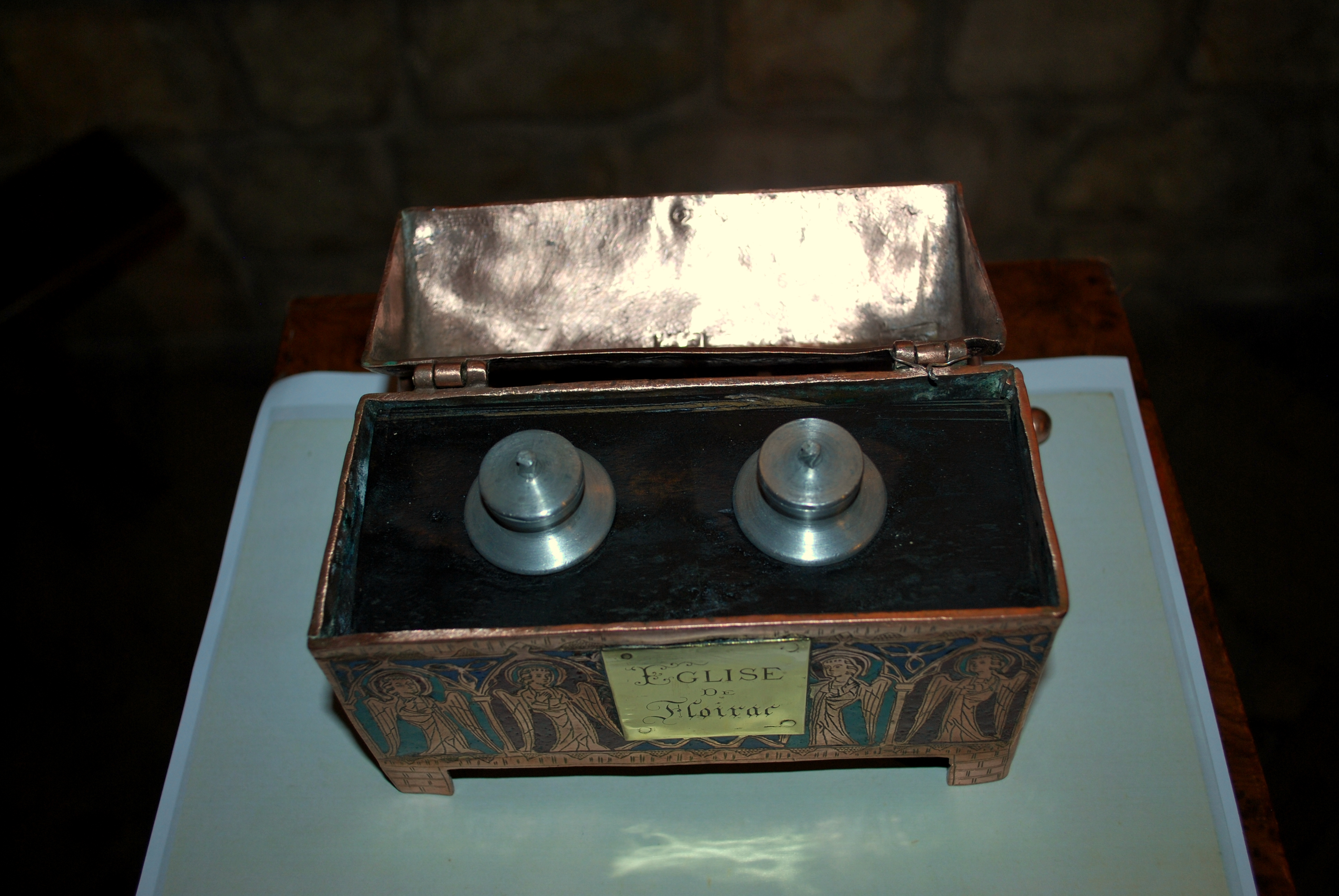
Innenansicht